# Draria (distrito)
Draria é um distrito localizado na província de Argel, no norte da Argélia. Foi nomeado após sua capital, Draria.[carece de fontes?]

## Municípios
O distrito está dividido em cinco municípios:
- Draria
- Baba Hecène
- Douéra
- Khraïcia
- El Achour